# Korea Foundation
Die Korea Foundation ist eine staatliche Organisation in Südkorea, deren Aufgabe darin besteht, durch ihre Aktivitäten Nichtkoreanern ein besseres Verständnis über Korea zu vermitteln und internationale Freundschaften zu fördern und zu pflegen.

## Gründung und Entwicklung
Der Sitz der Organisation, die am 14. Dezember 1991 durch die Verabschiedung des The Korea Foundation Act (No.4414) gegründet wurde und dem Ministerium für auswärtige Angelegenheiten und Handel unterstellt ist, befindet sich im Stadtteil Seocho-gu der Metropole Seoul.
Im Januar 1992 wurde ein erster Newsletter herausgegeben und ein Programm für die Erstellung von Lern- und Lehrmaterial gestartet. Im März des gleichen Jahres gab die Korea Foundation die erste Ausgabe der Koreana heraus, einem Magazin für koreanische Kunst und Kultur. Im selben Jahr startete ein Stipendiumprogramm, eine Tour in Übersee über koreanische Kunst und ein Workshop zum koreanisch studieren. Im Februar 1993 folgte die Erstausgaben des Magazins Korea Focus und von August bis Dezember 1993 organisierte man ein Folk-Festival auf der Expo 1993 in Daejeon in Südkorea. Im Juli 1995 begann man ein Ausbildungsprogramm für Koreanischlehrer ins Leben zu rufen, die Koreanisch als Fremdsprache im Ausland unterrichten sollten. Verschiedene weitere Publikationen wurden in den folgenden Jahren veröffentlicht, sowie Auslandsbüros in sechs Ländern eröffnet, darunter auch in Deutschland.
Die Korea Foundation unterstützt mit ihrem Programm das Erlernen der koreanischen Sprache und das Kennenlernen der koreanischen Kultur, tritt als Sponsor für kulturelle Veranstaltungen im Ausland auf und unterstützt diese aktiv, gibt Magazine und andere Publikationen zum Thema Korea heraus und versucht auf diplomatischen Wegen ein positives Bild von Korea in der Welt zu erzeugen.
Als strategische Programmatik gibt die Organisation aktuell drei Ziele vor:
1. die Identität der Korea Foundation als öffentliche diplomatische Organisation zu etablieren,
2. das Programm der Organisation zu stärken, um damit wettbewerbsfähig zu sein,
3. ein nachhaltiges Unternehmens-Management-System zu etablieren.[4]

## Auslandsvertretungen
In folgenden Städten und Ländern wurden Büros der Korea Foundation eröffnet: (Stand: 2015)
- Berlin, Deutschland
- Hanoi, Vietnam
- Moskau, Russland
- Los Angeles, USA
- Peking, Volksrepublik China
- Tokio, Japan
- Washington, D.C., USA[5]